# 椎名りく
椎名 りく（しいな りく、1986年7月8日 - ）は、日本の元AV女優、ストリッパー。サンライズエージェンシーに所属していた。

## 略歴
東京都出身。書道、ピアノ、クラシックバレエを習った。AVデビュー前は、美術の専門学校に通っていた。雑誌の付属DVDでハメ撮りモデルをした後、2006年3月に「Fairy Doll 29」でAVデビューした。オーロラプロジェクトの「制服が似合う素敵な娘2 びしょぬれ天使」で注目を集めた。
清純派ロリ系のキカタン（企画単体）女優。デビューから半年で100本以上の出演をこなしていた。
2007年9月16日に新宿ニューアートでストリップデビュー。2008年7月16日付の椎名りく公式ブログにてストリップからの引退を表明した。
2008年11月25日、椎名りく公式ブログにて12月末をもってAVからの引退を表明。同年12月31日、引退した。
その後「春矢つばさ」名義でVシネマ出演などの活動を行ったが、2012年7月に公式ブログにて引退を表明した。

## 作品

### アダルトビデオ(撮りおろしのみ）
2006年
- Fairy Doll 29（3月10日、明和プランニング）
- AD-1クライマックス（3月19日、ドグマ）
- 未成年犯罪撲滅運動（4月6日、SODクリエイト）
- 素人裏ビデオ倶楽部（5月12日、オブテイン・フューチャー）
- ぶっかけまんぐり返し! 6 －打掛門繰返し－ 椎名久美（5月12日、オブテイン・フューチャー）
- 秋葉原素人生撮り 6 りく十九歳（5月12日、ゴーゴーズ）
- ヒロイン討伐 Vol.23（5月26日、GIGA）
- サバ折り 2（5月26日、GIGA）
- 制服が似合う素敵な娘 2（5月27日、オーロラプロジェクト）
- 南青山で見つけたお嬢さん!汗で透けちゃうムチムチタンクトップとピタピタホットパンツで最近流行りの本格インド式ホットヨガ受けてみませんか?（6月8日、SODクリエイト）
- Love Cream（6月10日、オーロラ・プロジェクト）
- ADの間で噂の素人ヤリまん女をAVに出演させちゃいました!!（6月22日、ナチュラルハイ）
- LOVE DOLL りく百式（6月24日、オーロラ・プロジェクト）
- 制服カメラ りく18歳（7月5日、ドリームチケット）
- 少女体罰 2（7月12日、中嶋興業）
- おチンポ大好き!! 色白むっちり道産子娘（7月19日、クロス）
- 彼女の部屋で24時間バーチャルSEX（7月21日、タイガーマイスターズ）
- 車の外にAVギャルを立たせて後ろからイタズラするのが最高（7月25日、ホットエンターテイメント）
- 集団女子校生痴女 放課後男狩り編（7月28日、メディアステーション）
- スーパー野外露出駐車場で電動マッサージ器攻撃 2（7月28日、タイガーマイスターズ）
- かごめかごめ （8月12日、オーロラ・プロジェクト）
- AV会社で一週間働いてみませんか?（8月17日、甲斐正明事務所）
- 競泳水着淫行2（8月18日、GLAY'z）
- 美しい汗の匂いとレズ接吻（8月20日、激弾カーニバル）
- コスかの VOl.4 コスプレ彼女（8月24日、ビタミンA）
- 忍者 Vol.43（8月25日、GIGA）
- Love Cream 2（8月26日、オーロラ・プロジェクト）
- ゴックンランドDX（9月1日、MOODYZ）
- 女子校生黒人強姦録 NO.8（9月5日、フェチJAPAN）
- 女子校生監禁凌辱 鬼畜輪姦バスジャック[特別編]（9月7日、アタッカーズ）
- REC 05（9月13日、プレステージ）
- 恥ずかしいコト。Rebirth ［悪戯］ 通常版（9月15日、アウダースジャパン）
- 感じる女の表情と腋の下1（9月17日、激弾カーニバル）
- SOFT ON DEMAND 第3回 部署対抗SOD社内公開リアルかくれんぼ（9月21日、SODクリエイト）
- 顔面騎乗M的願望 2（9月22日、U&K）
- ジーンズ顔面騎乗（9月25日、ジャネス）
- 撮影現場で突然台本にないフェラチオを要求したらモデルはしゃぶってくれるのか?（9月29日、メディアバンク）
- 美少女人形 椎名りく（10月1日、ワンズファクトリー）
- 解禁 3人の女子校生（10月4日、GLAY'z）オムニバス作品
- 妹が欲しくてたまらない妹中毒の妄想お兄サン、椎名りくを妹にしてアツ〜イ接吻かましてから●●されてみませんか?（10月5日、ワープエンタテインメント）
- 女学生の黒タイツ（10月5日、ハートフル社）
- 女子校生強姦 II（10月10日、隼エージェンシー）
- りくの一番つらい日（10月11日、中嶋興業）
- 妹萌え日記 椎名りく（10月13日、マルクス兄弟）
- Monthly2時間 撮れたて素材まんま出し 4（10月15日、ワープエンタテインメント）
- 脚フェチDE痴女 part.2（10月19日、スタイルアート）オムニバス作品
- 幼淫折檻 第二章（10月20日、グローリークエスト）
- 甲斐正明は面接でもヤリたい放題（10月20日、ホットエンターテイメント）
- 幼妻はザーメン中毒（10月25日、イマージュ）
- 制服ブルマ競泳水着 電マ器ローター痙攣アクメ 椎名りく（10月26日、Firsst Revolution）
- SIMPLE 1980 THE フェラチオ 完全撮り下し（10月27日、ビッグモーカル）
- 制服美少女愛好家 椎名りく（11月1日、ワンズファクトリー）
- イカセ狂いオマ●コ拷問 女子校生マシンバイブ 椎名りく（11月4日、ディープス）
- ロ●ータ 黒人ミサイル 01（11月4日、アイエナジー）
- SIMPLE 1980 THE 手コキ 完全撮り下し（11月10日、ビッグモーカル）
- こだわりの手コキ 4時間SP 2 40人のハンドメイド（11月11日、隼エージェンシー）
- 中○生児童ポルノDX 2枚組5時間（11月15日、DAI）
- 癒らし。Vol.24（11月17日、アウダースジャパン）
- Nasty 椎名りく（11月19日、ZONE）
- 超高級中国エステ裏メニュー（11月19日、クロス）
- 近親相姦中出し7人の近親中出し物語（11月19日、BRAVO）
- 援交女子校生 椎名りく（11月24日、I.B.WORKS）
- コスりつける女（11月25日、ジャネス）
- リアルレイプ 人質女の性的虐待（11月25日、サイド・ビー制作室）
- ねぇ、お兄ちゃん! 03（12月1日、ゴーゴーズ）
- 女子校生完全マニュアル 03（12月1日、アイデアポケット）
- ザ・クラッシュ 椎名りく（12月3日、へりぽビデオ）
- 特命戦士 ファイム 椎名りく（12月7日、アイエナジー）
- 女子校生 中出し20連発 椎名りく（12月7日、アイエナジー）
- 椎名りくザ★クラッシュ（12月10日、へりぽビデオ）
- オナニスト ［第十五章］（12月10日、隼エージェンシー）
- 愛しのフェラチーオ5 17人のザーメン中毒（12月10日、隼エージェンシー）
- 思春期愛好家 りくちゃん 1●才（12月12日、ガッツ）
- ハリツケられて感じる美少女 10人分（12月13日、激弾カーニバル）
- ぼくの子宮 りく　（12月13日、グリッターズフィルム）
- 連続196回!悶絶3人強制オーガズム（12月20日、LOTUS）
- 初!!ウブチンいじり あいしてあげるDVDプレミアム第9弾（12月20日、大洋図書）
- JK 拉致監禁 りく（12月22日、GLAY'z）
- 人魚戦隊マリンファイブ＜陵辱編＞（12月22日、GIGA）
- 人魚戦隊マリンファイブ＜討伐編＞（12月22日、GIGA）

2007年
- 新任女教師 中出し20連発 椎名りく（1月5日、アイエナジー）
- 制服、エロ●ータ。 椎名りく（1月7日、プレミアム）
- Renewa Girl Controller 椎名りく（1月12日、ビッグモーカル）
- 女子校生れず先輩と私 76（1月12日、U&K）
- レズビアン花嫁（1月12日、映天）
- 美脚×ローライズ短パン×露出デート 椎名りく（1月13日、マルクス兄弟）
- 女子校生い○め日記　（1月18日、SODクリエイト）
- 超最高級性感 花嫁ご奉仕 中出し20連発 椎名りく（1月18日、アイエナジー）
- キモメンにイカされる椎名りく（1月18日、アキノリ）
- セーラー服と生姦砲（1月19日、みるきぃぷりん♪）
- THE 痴女家庭教師 6（1月19日、メディアバンク）
- 東京・親子どんぶり（1月19日、メディアバンク）
- OL発情期（1月19日、メディアバンク）
- 脱ぎたてホカホカ生パンティーでイカされ2時間。（1月19日、クロス）
- 監禁中出し（1月19日、BRAVO）
- 子宮破壊 椎名りく（1月25日、OPERA［オペラ］）
- 南の国から 椎名りく（2月7日、アタッカーズ）
- GAL 中出し20連発 椎名りく（2月8日、アイエナジー）
- 女子校生暴行3時間 いまさら謝っても遅えんだよ!（2月9日、ビッグモーカル）
- こだわりの手コキ 4時間SP 3 40人のハンドメイド（2月10日、隼エージェンシー）
- 粘着系レズローション No.02’（2月19日、BRAVO）
- フェラマニア Vol.2（2月19日、BRAVO）
- 妹たちに犯されたい…。2（2月19日、ドグマ）
- 新人看護婦の皆さ〜ん!産婦人科医の私たちと実技研修しませんか。（2月22日、LADY×LADY）
- スーパーヒロイン絶体絶命!!Vol.11（2月23日、GIGA）
- The レズバウト Vol.01〜女同士のプライドを賭けた闘い〜（2月23日、SUPER SONIC SATELLITES）
- ラブレズ 〔椎名りく×木村那美〕（3月1日、みるきぃぷりん♪）
- 私の処女喪失（3月9日、ながえSTYLE）
- レイプ中出し2 理不尽に中出しされた8人のギャル（3月10日、隼エージェンシー）
- オナニスト ［第十六章］（3月10日、隼エージェンシー）
- 愛しのフェラチーオ6 17人のザーメン中毒（3月10日、隼エージェンシー）
- 放課後レズビアン 思春期のビラビラ（3月16日、メディアアーツ）
- 爆乳ソープ テクニック伝授（3月16日、メディアアーツ）
- レズの家 3（3月19日、スタイルアート）
- 女子校生の亀頭責め（3月19日、スタイルアート）
- あっ!!好きな女が目の前で犯されてるのに勃起しちゃった!（3月22日、SODクリエイト）
- おねだり 女子校生 中出し20連発（3月22日、アイエナジー）
- 池袋ゴスロリ痴女 1（3月23日、メディアバンク）
- 女の子くすぐり　1（3月23日、SUPER SONIC SATELLITES）
- やりすぎクリックガール（3月25日、ブリット）
- ザーメン中出し凌辱女子校生（4月1日、ワンズファクトリー）
- 制服着たままFUCK 女子高生20人4時間デラックス（4月1日、ワンズファクトリー）
- ￥ 女子高生08（4月13日、MOODYZ）
- 黒髪女子校生 5（4月13日、ビッグモーカル）
- S+CONTENTS 4時間　接吻しまくり淫口未成年＊スペシャル（4月15日、ワープエンタテインメント）
- W生ハメ連射砲×連続真正中出し 椎名りく×木村那美（4月19日、みるきぃぷりん♪）
- オナニー中毒少女 椎名りく　（4月19日、ドグマ）
- 女子校生 中出し20連発 公衆便所　（4月19日、アイエナジー）
- キスマニアVol.2（4月19日、BRAVO）
- いい女　強制FUCK! 3（4月19日、アイエナジー）
- 女子校生 HUNTING りく（4月20日、笠倉出版社）
- 会社説明会の受付嬢をまかされたAV女優が… 3（4月25日、ホットエンターテイメント）
- フリーダムクリニック 尻責め（4月26日、フリーダム）
- フリーダムクリニック アナルを弄ぶナース達（4月26日、フリーダム）
- フリーダムクリニック 手コキ（4月26日、フリーダム）
- 素人公募中出し！椎名りくちゃんに真正中出ししてみませんか（4月28日、モブスターズ）
- ミリオンドリーム2007前編 ミリ商、痴女-1グランプリに出場!（5月3日、ケイ・エム・プロデュース）※AV OPEN 2007 エントリー作品
- 女子高生監禁凌辱 鬼畜輪姦71 強姦相続少女（5月7日、アタッカーズ）
- 女子校生レイプVI 犯されまくる12人の女子校生（5月12日、隼エージェンシー）
- ロリ妻 中出し20連発 椎名りく（5月17日、アイエナジー）
- 女子校生監禁クラスメイト（5月18日、アリスJAPAN(ジャパンホームビデオ））
- みるスポ!　椎名りく（5月19日、みるきぃぷりん♪）
- 街でウワサの風俗タクシー episode:ZERO（5月19日、CHERRIES）
- 私の処女喪失（5月25日、ながえスタイル）
- 浴衣陵辱（5月31日、笠倉出版社）
- 競泳レズマッサージ4（6月1日、SUPER SONIC SATELLITES）
- 完全主観　可愛い教え子と密室温泉旅行（6月7日、アキノリ）
- 生中出し女子校生 4時間 3（6月18日、メディアステーション）
- 中○生中出し精飲いじめ（6月19日、エムズビデオグループ）
- ゴムなしH膣外射精 椎名りく（6月19日、みるきぃぷりん♪）
- 伊賀VS甲賀 くノ一戦勇記（6月29日、笠倉出版社）
- メイドノミヤゲ 〜人生最期のSEX〜 椎名りく（6月30日、CHERRIES）
- 輪姦生中出し20連発（7月1日、ワンズファクトリー）
- 黒人 中出し20連発 椎名りく（7月5日、アイエナジー）
- 禁断淫欲病棟（7月5日、アウダースジャパン）
- DOKIレズ 12（7月5日、アウダースジャパン）
- 奴隷島 第十章 島谷姉妹の慟哭（7月7日、アタッカーズ）
- 生徒会長が痴女でチンポ好きの変態だったんです。（7月13日、マルクス兄弟）
- ふたなりレズ凌辱（7月19日、ドグマ）
- 接吻汁レズ 志保×椎名りく（7月25日、ジャネス）
- ミリオンドリーム2007外伝 ロリ痴女チーム編 完全版 〜宇宙学園の天使たち〜（7月27日、ケイ・エム・プロデュース）
- 特選!! S級素人ギャルコレクション 4時間 3（7月27日、メディアステーション）
- 2007 SOD女子社員マル生納精子夏まつり 社内選抜!極美人女子社員オールスターズ大集合!（7月27日、SODクリエイト）※「椎名和美」名義
- 未成年犯罪撲滅運動（8月16日、SODクリエイト）
- 真実のレイプ!「怒りオンナ」（8月16日、ナチュラルハイ）
- ミリオンドリーム2007 後編 〜意志を継ぐもの〜（8月17日、ケイ・エム・プロデュース）
- 調教レズ 〜犯された女子校生〜（8月19日、スタイルアート）
- 奴隷島 第十一章 女捜査官の絶望（9月7日、アタッカーズ）
- 黒乱（9月15日、ルビー）
- 黒人VSメイド（2007年9月15日、ルビー）
- 腰振り腰くねピストン騎乗位 01（9月19日、BRAVO）
- 公共の営業中サウナに全裸の女優を放り込め!! 2（9月25日、ブリット）
- KARMAファン感謝祭 KARMA3周年だヨ! ロリロリバスツアー 3（10月13日、カルマ）
- エロステーション（10月15日、トップワン）
- 背後から手コキさらには乳首まで…（10月19日、BRAVO）
- ギロチン凌辱アクメ（11月1日、ワンズファクトリー）
- 奴隷島 最終章 永遠の凌辱…（11月7日、アタッカーズ）
- サディスクリーム Vol.05 切り裂かれた美少女（11月9日、GIGA）
- KARMAファン感謝祭 KARMA3周年だヨ! ロリロリバスツアー 3（11月13日、カルマ）
- ジュニアアイドルめがね図鑑（11月13日、マルクス兄弟）
- ハーレム病棟24時 2（11月15日、ジェイモデル）
- ディルドで遊ぶ女優たち（11月19日 BRAVO）
- 激突！伊賀VS風魔 くノ一戦勇記 II 〜淫姫の復讐〜（11月30日、笠倉出版社）
- 昭和ブルーフィルム 2 父親の慰み者になった娘 塀の中から出てきた亭主 旦那と妾と48手 誰が為に花弁は濡れる（11月30日、FAプロ）
- 暴力バー リターンズ!（12月1日、ZONE）※AVグランプリ2008 マニアステージ エントリー作品
- 今日も何処かで禁親相姦 死んだ女房の代わりは連れ子の娘 亭主はインポ、息子は絶倫（12月10日、FAプロ）
- 略奪の戦地 輪姦 レイプ 拉致（12月10日、FAプロ）
- バブルでGO!!発射（12月20日、SODクリエイト）
- 巫女コスッ!!（12月21日、笠倉出版社）

2008年
- ゲリラデート（1月1日、みるきぃぷりん♪）
- 夜は淫らに艶やかに… 肉欲 悦楽 夜這い（1月13日、FAプロ）
- HARDCORE LESBIAN（2月2日、ドリームクリエイト）
- 美脚倶楽部 6（2月14日、麒麟堂）
- 絶倫!不良老人 1せがれの嫁も餌食 2家出娘と隠れ家で… 3義理の孫娘に手をつける 4人妻を眠らせて暴行（2月25日、FAプロ）
- 男がほしい夜 やっぱり我慢できない女たち（4月10日、FAプロ）
- 女は誰もがみんなマスをかく 頭のいい女も/意地の悪い女も/目の悪い女も/亭主がいる女も/学校の先生も（4月25日、FAプロ）
- ロリロリ!セックスメイド つぼみ&りく（4月26日、オーロラ・プロジェクト）
- 701部隊女体拷問室 女捕虜SM監獄の夜（5月25日、FAプロ）
- 快楽は我慢できない!! あ〜禁断の母姦・娘姦（5月25日、FAプロ）
- ヘンリー塚本劇場 官能エロ映像 少女・淑女・熟女（6月10日、FAプロ）
- お兄ちゃんにイラマチオされました（7月1日、ワンズファクトリー）
- 強制レイプマニアックス 15（7月1日、ワンズファクトリー）
- 女の集団にパンツを脱がされチンポ見られちゃいました。2 下着メーカー編（9月7日 プレミアム）
- みやすのんき妄想エロ漫画AV メイド探偵亜美（9月13日 MOODYZ）
- 愛のあるSEXシリーズ BAZOOKA 騎乗位 full spec〜上に乗るの大好き〜（9月26日、メディアステーション）
- 想い通りの性人形（10月17日、スマイリー）
- となりの若奥さんの童貞狩り（11月14日 東京音光）
- HOT感謝祭 THE 野球拳COLISEUM（11月22日、ホットエンターテイメント）※AVグランプリ2009 エントリー作品
- ファン感謝祭で売春オークション!大沢佑香が潮☆痴女☆SEX☆全て大安売り!（12月18日 サディスティックヴィレッジ）
- 愛のあるSEXシリーズBAZOOKA 背面位 full spec 4時間（12月19日、メディアステーション）

2009年
- エロゲームセンターSEX(1月にスカパー！913ch　パラダイステレビで放送）

### イメージビデオ
2008年
- 性感チェック！ vol.1（12月15日、スパークビジョン）　※「みか」名義

## 出演

### 映画
- 美人歯科　いじくり抜き治療（2008年12月19日、オーピー映画） - 山瀬夏海 役[3]
- 祇園エロ慕情　うぶ肌がくねる夜（2009年1月30日、オーピー映画） - 綾部彩乃 役[4]
- Dirty Heart（2009年11月28日、辻岡プロダクション、監督・脚本:辻岡正人） - ラン 役
- いくつになってもやりたい不倫（背徳に溺れて…）（2009年、国映、新東宝映画） - 香山千尋 役[5]

### オリジナルビデオ
- 禁断の告白　妹の涙（2007年撮影、レジェンド・ピクチャーズ）主演
- 卒業 熟女の妖しい誘い（2008年撮影、レジェンド・ピクチャーズ）
- 背徳に溺れて…（2010年8月6日、インターフィルム）
- ミッシング44（2010年11月3日、アルバトロス、監督:越坂康史）
- ミッシング44　ザ・ファイナルステージ（2010年12月3日、アルバトロス、監督:越坂康史）

### 舞台
- 超新星オカシネマ「夜の星空三部作」（2009年7月23 - 26日、下北沢シアター711）
- 超新星オカシネマ公演「どん底2009」 （2009年12月28日-30日、下北沢シアター711）
- NAGURATEAM×劇団クラゲ荘コラボレーション公演「おばおばおば…お化けだよ〜稲妻のロックお化け」（2010年7月15日-19日、劇場HOPE）